# مكثر
مكثر هي مدينة تونسية تقع في ولاية سليانة في إقليم الشمال الغربي وفيها يقع مقر معتمدية مكثر. تبعد المدينة حوالي 162 كلم عن تونس العاصمة ويبلغ عدد سكانها 942 12 نسمة (سنة 2004). ترجع آثار تواجد الإنسان في منطقة مكثر إلى الألفية الثامنة قبل الميلاد. أصبحت مدينة هامة في العهد النوميدي، وعرفت أوجها في عهد الإمبراطور الروماني ماركوس أوريليوس الذي بني فيها العديد من المعالم الأثرية. شهدت المدينة ركودا ابتداء من الغزو الوندالي في القرن الخامس، ثم الزحف الهلالي في القرن الحادي عشر. توجد في المدينة عدة معالم أثرية ما زالت قائمة مثل موقع مكتريس Mactaris الأثري. اقتصاديا، يرتكز نشاط المدينة على الفلاحة كما توجد فيها منطقة صناعية. تضم المدينة النادي الرياضي بمكثر الذي ينشط في الرابطة المحترفة الثالثة.

## معرض صور

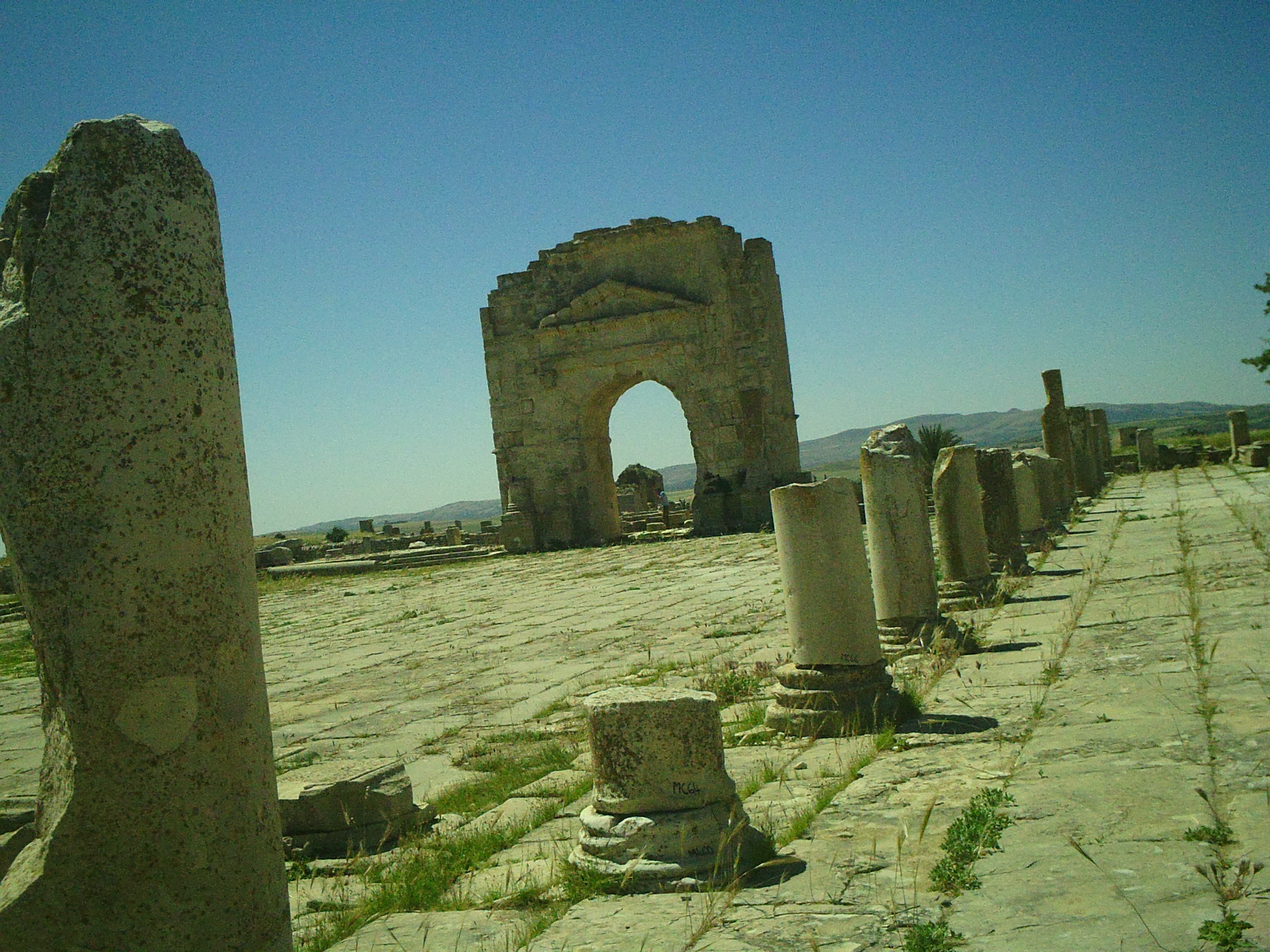
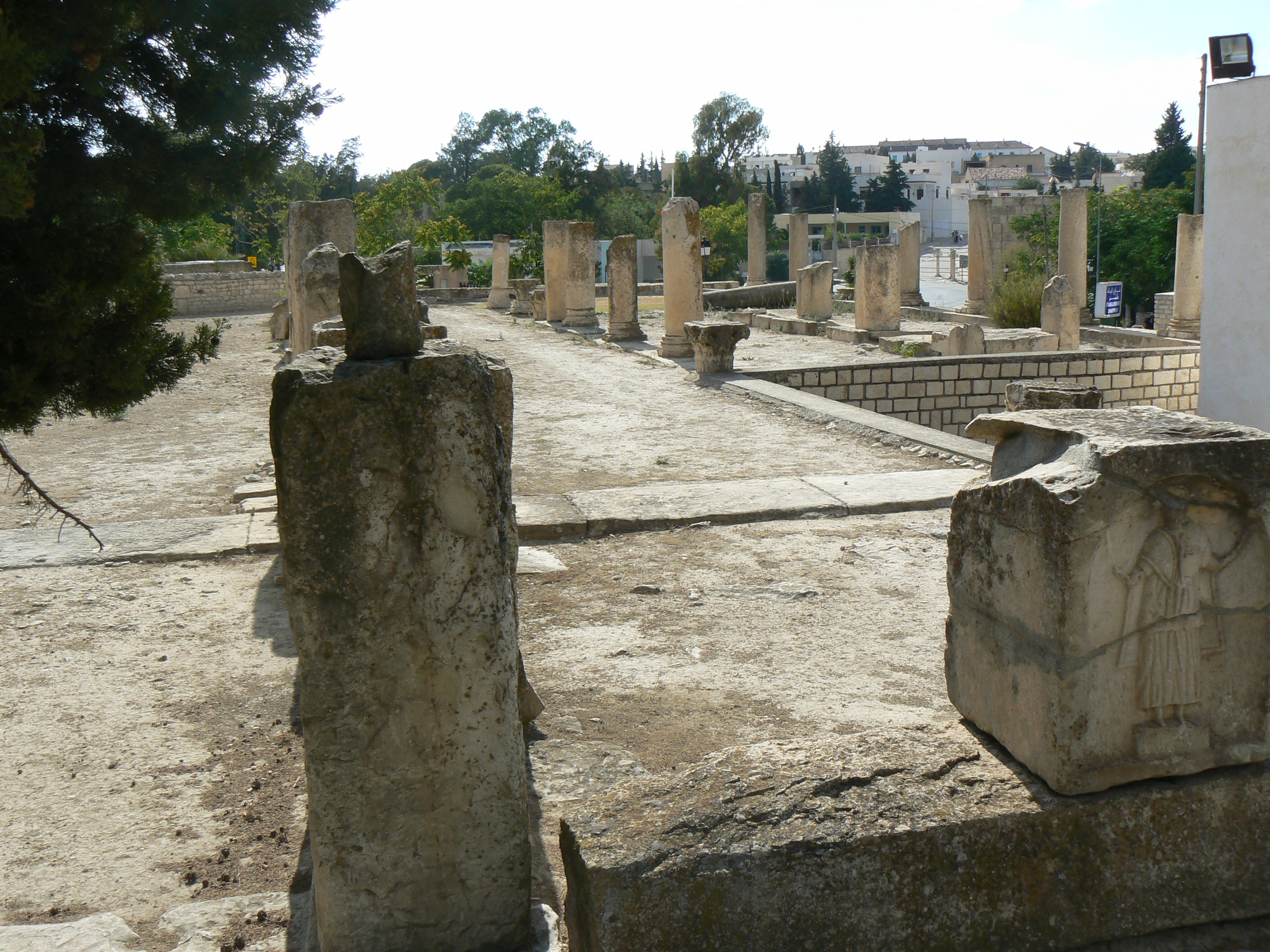
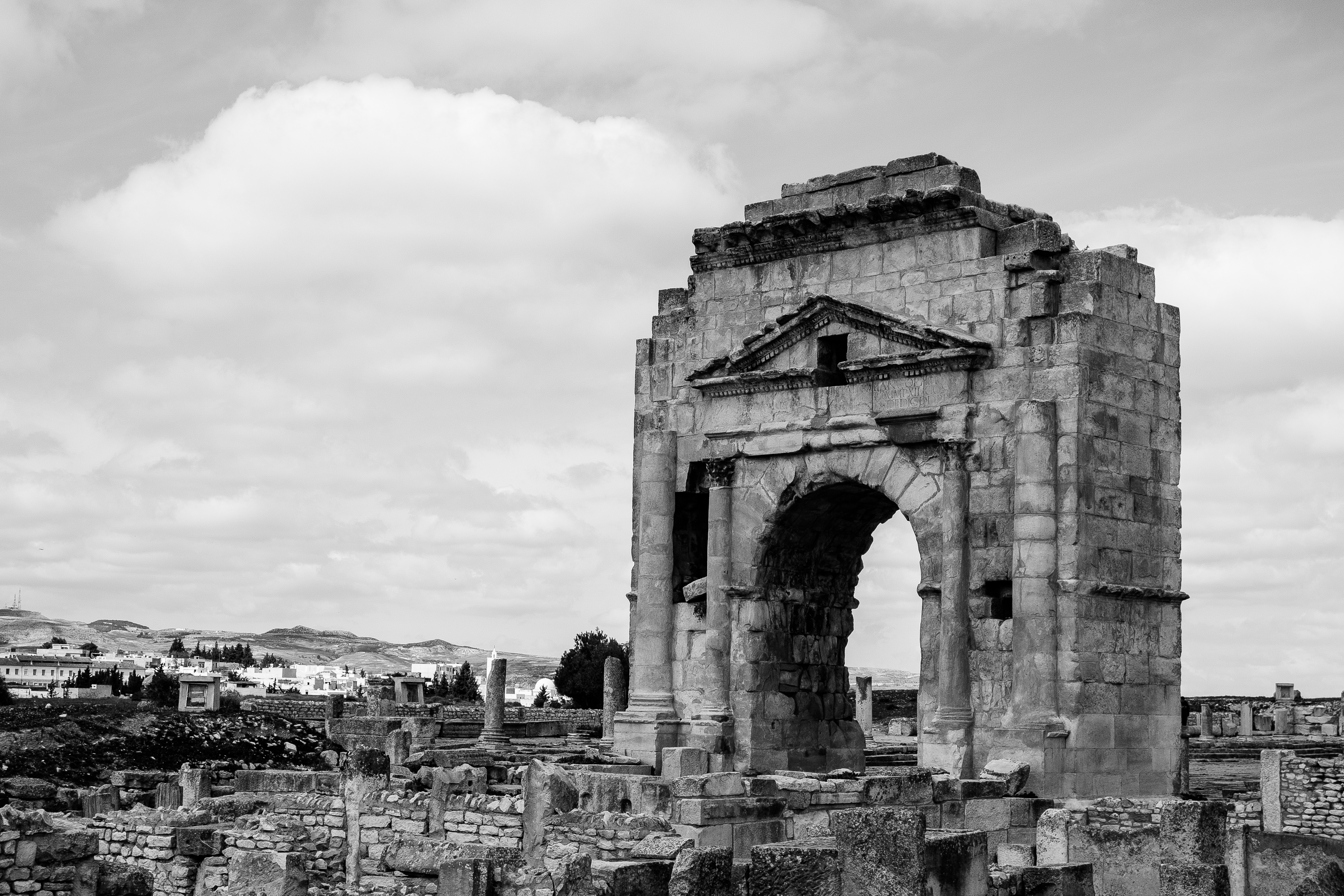
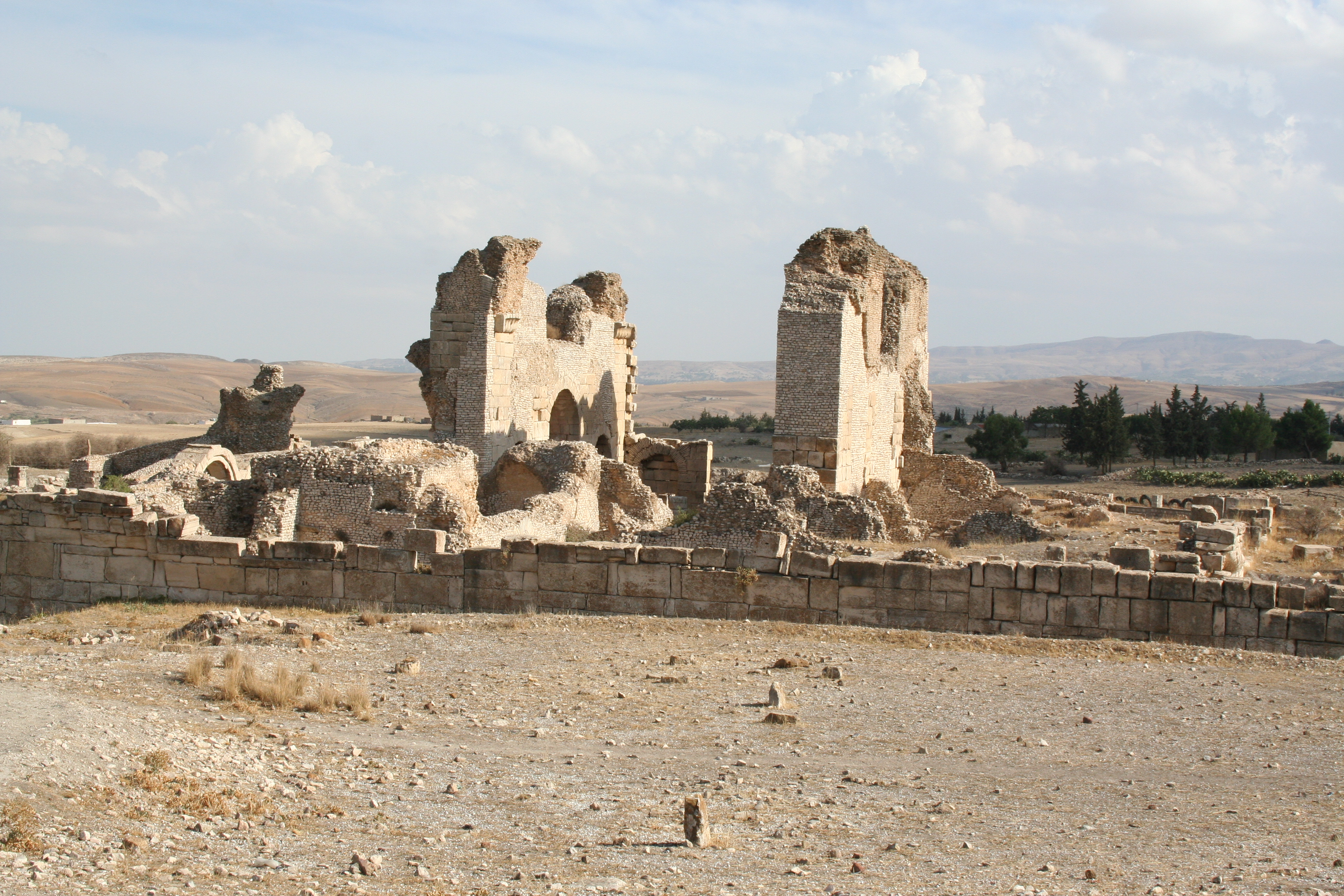
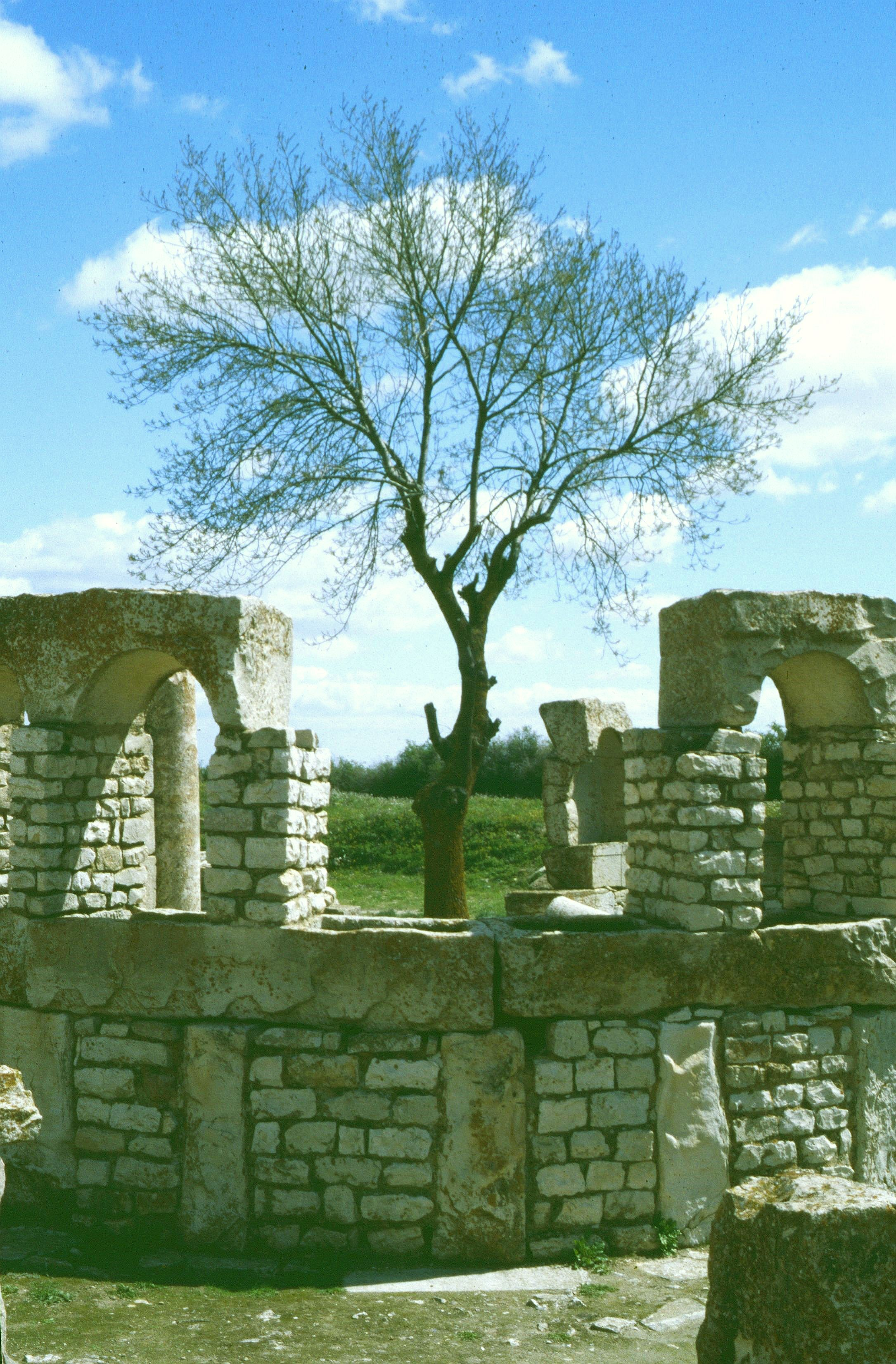
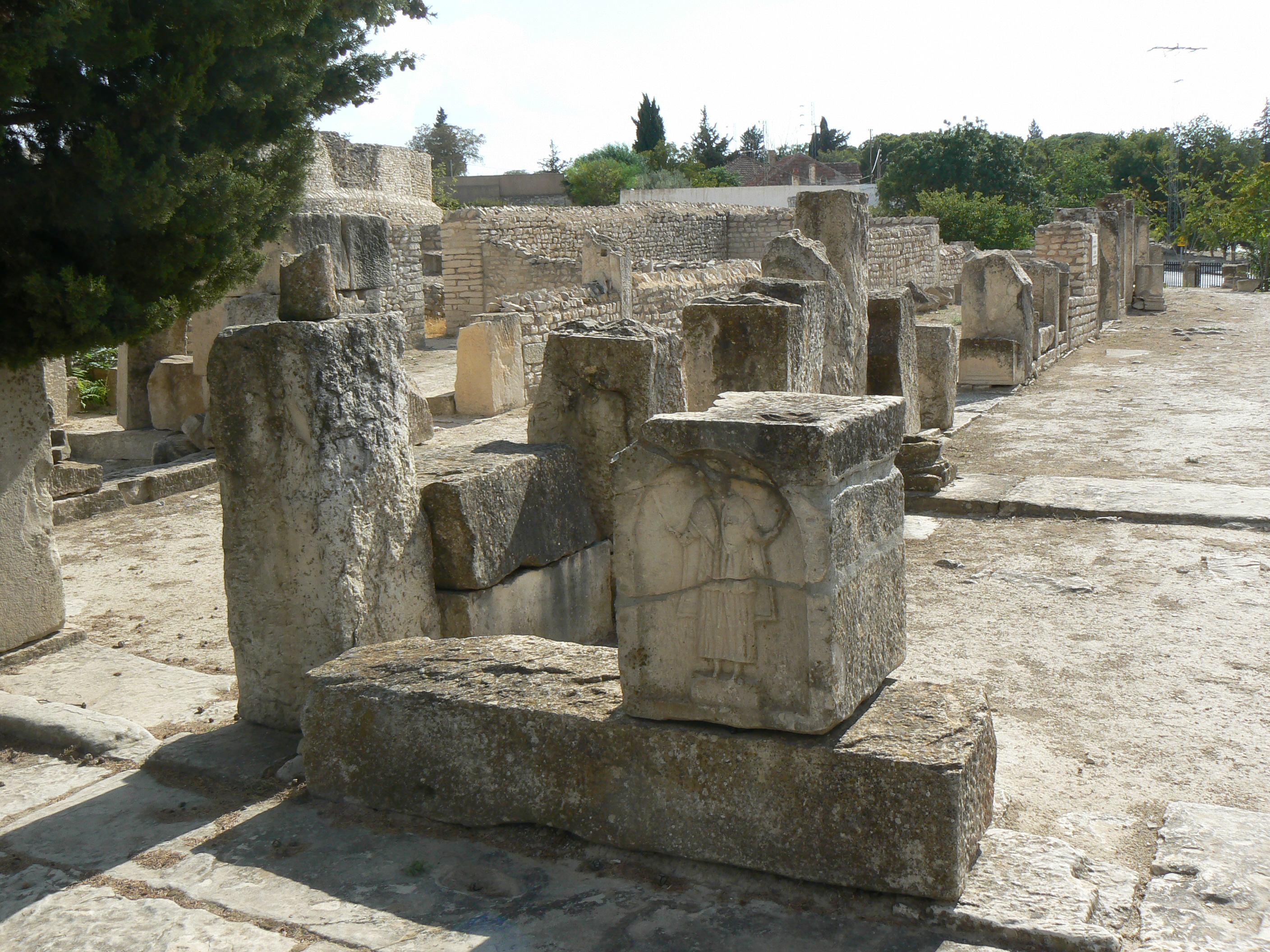

## أعلام
- أيمن عياري
- العفيف الأخضر
- محمد صالح العياري

## وصلات خارجية
- مدينة مكتريس الأثرية على موقع Lexicorient.